# De gelukzoekers
De gelukzoekers is het 116de stripverhaal van Jommeke. De reeks wordt getekend door striptekenaar Jef Nys.

## Verhaal
Kapitein Jan Haring heeft een nieuw schip gekocht, een piratenschip uit 1748. Jommeke, Filiberke en de Miekes helpen hem met de reparatie en enkele weken later besluiten ze naar Amerika te varen om Madam Pepermunt op te zoeken. Ze komen Kwak en Boemel tegen die besluiten dat ze in Europa geen toekomst meer hebben. Van een deur bouwen ze een geïmproviseerde boot en ze gaan de zee op, naar Amerika. Onderweg komen ze in een storm terecht. Later worden ze door Jan Harings schip opgepikt. Die zet hen af in de haven van New Orleans waarna ze zelf de Mississippi opvaren, richting Far West. Een maand later komen ze dan aan bij Madam Pepermunt. Die kan hun hulp net gebruiken voor een goudtransport (ze bezit een goudmijn). Jommeke en zijn vrienden helpen haar het goud naar een naburig stadje te brengen waar een overheidsbedrijf het zal ophalen. Nadat ze eerst nog een bende bandieten verschalken, komen ze aan bij de bank van dat stadje. Daar komen ze Kwak en Boemel weer tegen. Zij vonden een lotje van de loterij en konden zo een bank openen. Het goud wordt er in bewaring gegeven en een tijd later vertrekken Jommeke en zijn vrienden weer naar huis.
Ondertussen gaan de zaken slecht in de bank van Kwak en Boemel. Uit geldnood proberen ze valse dollars te drukken, maar dat mislukt. Dan kopen ze blokken lood die ze beschilderen met een van de gesmolten goudblokken van Madam Pepermunt. Die valse blokken leveren ze dan aan de overheid. Als Jommeke weer thuis komt, hoort hij van zijn vader dat Madam Pepermunt in de gevangenis zit voor oplichterij. Onmiddellijk gaat hij terug naar Amerika in de vliegende bol. Daar vinden ze de bank van Kwak en Boemel verlaten terug. Na een zoektocht komen ze toevallig op diens nieuwe ranch aan om te overnachten. Omdat Jommeke hen verdenkt van de oplichting gaat hij op onderzoek uit en vindt hij inderdaad de echte goudblokken van Madam Pepermunt. Vervolgens worden ze betrapt door Kwak en Boemel en die nemen hen gevangen. Ze kunnen echter ontsnappen en Kwak en Boemel in hun plaats opsluiten. Daarna brengen ze de blokken goud met de vliegende bol naar de sheriff. Die laat onmiddellijk Madam Pepermunt vrij. Ten slotte blijven ze nog een week op vakantie bij haar en als ze dan terug naar huis vliegen, zien ze nog Kwak en Boemel die weer op een deur de oceaan oversteken.